# Gachiakuta
Gachiakuta (ガチアクタ?) es una serie de manga japonesa escrita e ilustrada por Kei Urana. Comenzó a serializarse en la revista Shūkan Shōnen Magazine de Kōdansha en febrero de 2022. Una adaptación de la serie al anime de Bones Film se estrenó el 6 de julio de 2025.

## Argumento
La historia sigue a un joven cielo llamado Rudo que, después de ser condenado falsamente por asesinato, es expulsado del cielo al abismo. Allí, conoce a un conserje cercano llamado Engine, quien lo rescata de una horda de bestias. Así comienza la travesía de Rudo en búsqueda de una forma para regresar al cielo y encontrar al verdadero culpable del asesinato para vengarse.

## Personajes
Rudo Surebrec (ルド スレブレック Rudo Sureburekku?)
 Seiyū: Aoi Ichikawa, Dion Gonzalez (español latino), Adrian Pineda (español castellano)
Enjin (エンジン?)
 Seiyū: Katsuyuki Konishi, Miguel De Leon (español latino), Angel de Gracia (español castellano)
Zanka Nijiku (ザンカ・ニジク?)
 Seiyū: Yoshitsugu Matsuoka, Brandon Montor (español latino)
Riyo Reaper (リヨ・リーパー Riyo Rīpā?)
 Seiyū: Yumiri Hanamori, Elizabeth Infante (español latino)
Semiu (セミュ Semyu?)
Tamsy Caines (タムジー・ケインス Tamujī Keinzu?)

## Contenido de la obra

### Manga
Escrita e ilustrada por Kei Urana, la serie comenzó a serializarse en la revista Shūkan Shōnen Magazine de Kōdansha el 16 de febrero de 2022. Sus capítulos individuales se han recopilado en quince volúmenes tankōbon hasta la fecha.
En agosto de 2022, Urana declaró que se estaba produciendo una "versión extranjera". En marzo de 2023, Kodansha USA anunció que había licenciado la serie para su publicación en inglés. Norma Editorial obtuvo la licencia de la serie en España.

#### Lista de volúmenes
| Volúmenes de manga publicados | Volúmenes de manga publicados | Volúmenes de manga publicados | Volúmenes de manga publicados | Volúmenes de manga publicados |
| Número                        | Fecha de lanzamiento          | ISBN                          | Fecha de lanzamiento          | ISBN                          |
| ----------------------------- | ----------------------------- | ----------------------------- | ----------------------------- | ----------------------------- |
| 1                             | 17 de mayo de 2022            | ISBN 978-4-06-527922-9        | 8 de septiembre de 2023       | ISBN 978-84-679-6151-5        |
| 2                             | 15 de julio de 2022           | ISBN 978-4-06-528430-8        | 10 de noviembre de 2023       | ISBN 978-84-679-6152-2        |
| 3                             | 16 de septiembre de 2022      | ISBN 978-4-06-529138-2        | 1 de marzo de 2024            | ISBN 978-84-679-6550-6        |
| 4                             | 17 de noviembre de 2022       | ISBN 978-4-06-529777-3        | 3 de mayo de 2024             | ISBN 978-84-679-6551-3        |
| 5                             | 17 de febrero de 2023         | ISBN 978-4-06-530527-0        | 5 de julio de 2024            | ISBN 978-84-679-6552-0        |
| 6                             | 17 de abril de 2023           | ISBN 978-4-06-531344-2        | 6 de septiembre de 2024       | ISBN 978-84-679-7200-9        |
| 7                             | 14 de julio de 2023           | ISBN 978-4-06-532179-9        | 8 de noviembre de 2024        | ISBN 978-84-679-7201-6        |
| 8                             | 17 de octubre de 2023         | ISBN 978-4-06-532888-0        | 7 de marzo de 2025            | ISBN 978-84-679-7202-3        |
| 9                             | 15 de diciembre de 2023       | ISBN 978-4-06-533899-5        | 9 de mayo de 2025             | ISBN 978-84-679-7425-6        |
| 10                            | 15 de marzo de 2024           | ISBN 978-4-06-534863-5        | 4 de julio de 2025            | ISBN 978-84-679-7426-3        |
| 11                            | 17 de junio de 2024           | ISBN 978-4-06-535779-8        | —                             | —                             |
| 12                            | 17 de septiembre de 2024      | ISBN 978-4-06-536774-2        | —                             | —                             |
| 13                            | 17 de diciembre de 2024       | ISBN 978-4-06-537775-8        | —                             | —                             |
| 14                            | 17 de marzo de 2025           | ISBN 978-4-06-538707-8        | —                             | —                             |
| 15                            | 17 de junio de 2025           | ISBN 978-4-06-539758-9        | —                             | —                             |
| 16                            | 17 de septiembre de 2025      | ISBN 978-4-06-540378-5        | —                             | —                             |

### Anime
Una adaptación de la serie al anime fue anunciada el 13 de junio de 2024. Está producida por Bones Film, dirigida por Fumihiko Suganuma, con guiones de Hiroshi Seko, Satoshi Ishino como animador jefe y responsable del diseño de personajes y Taku Iwasaki como compositor musical. Se estrenó el 6 de julio de 2025 en CBC Television, TBS y sus filiales, y tuvo una proyección anticipada en 15 países el 4 y 5 de julio. El tema de apertura es «HUGs», interpretado por Paledusk, mientras que el tema de cierre es «Tomoshibi» (灯火?), interpretado por DUSTCELL. Crunchyroll obtuvo la licencia de la serie en América del Norte, América Central, América del Sur, Europa, África, Oceanía, Oriente Medio, CEI (excluidas Rusia y Bielorrusia), subcontinente indio y Sudeste Asiático. Medialink licenció la serie en el Sudeste Asiático.
El 18 de junio de 2025, se anunció que la serie recibirá un doblaje tanto en español latino como en castellano, los cuales se estrenaron el 6 de julio de 2025.

## Recepción
Al columnista de Real Sound le gustó la construcción del mundo, la acción y los elementos de fantasía oscura de la historia, así como el protagonista principal. A Masaki Endo de Tsutaya News le gustó la obra de arte y el protagonista principal de la serie. Atsushi Ōkubo recomendó la serie.
En los Next Manga Award de 2022, la serie ocupó el decimotercer lugar en la categoría de manga impreso. También fue la opción más popular entre los votantes ingleses, a pesar de que la serie no se había estrenado en inglés en ese momento. La serie ocupó el puesto 14 en los cómics recomendados por los empleados de librerías de Nationwide de 2023. Fue nominada al 47.ª edición de los Kodansha Manga Award en la categoría shōnen en 2023; también fue nominada para la 48.ª edición en la misma categoría en 2024.